# Yūji Takada
Yūji Takada (jap. 高田裕司 Takada Yūji; ur. 17 lutego 1954 w Ōta) – japoński zapaśnik. Dwukrotny medalista olimpijski.
Walczył w stylu wolnym, w kategorii muszej (do 52 kilogramów). Brał udział w dwóch igrzyskach (IO 76, IO 84), na obu zdobywał medale. Triumfował w 1976, osiem lat później zajął trzecie miejsce. 
Siedmiokrotny uczestnik mistrzostw świata. Cztery razy zdobywał tytuł mistrza świata (1974, 1975, 1977, 1979), w 1973 był brązowym medalistą tej imprezy. Złoty medal na igrzyskach azjatyckich w 1978 i srebrny w 1974. Drugi w Pucharze Świata w 1973 roku.